# Корніїв
Корні́їв — село в Україні, у Козелецькій селищній громаді Чернігівського району Чернігівської області. Населення становить 61 особу. До 2016 орган місцевого самоврядування — Бригинцівська сільська рада.

## Історія
12 червня 2020 року, відповідно до розпорядження Кабінету Міністрів України № 730-р «Про визначення адміністративних центрів та затвердження територій територіальних громад Чернігівської області», увійшло до складу Козелецької селищної громади.
19 липня 2020 року, в результаті адміністративно - територіальної реформи та ліквідації Козелецького району, село увійшло до складу Чернігівського району Чернігівської області.

## Населення
1901 - 377 осіб.

### Мова
Розподіл населення за рідною мовою за даними перепису 2001 року:
| Мова       | Кількість | Відсоток |
| ---------- | --------- | -------- |
| українська | 123       | 100%     |

## Відомі особистості
В поселенні народився:
- Скок Микола Андрійович (1948—2016) — український педагог.